# Mölnbo
Mölnbo is een plaats in de gemeente Södertälje in het landschap Södermanland en de provincie Stockholms län in Zweden. De plaats heeft 1011 inwoners (2005) en een oppervlakte van 117 hectare.

## Verkeer en vervoer
Bij de plaats loopt de Riksväg 57.
Het station van Mölnbo aan de westelijke hoofdlijn wordt bediend door het stadsgewestelijk spoorwegnet van Stockholm.